# Adares
Remigio González Martín, alias "Adares" (Anaya de Alba, Salamanca, 1923 - Salamanca, 2001), fue un poeta español. "Adares" (A=Adelante, D=Dolor de la madre al dar a luz, A=Amor, R=Remigio, E=España, S=Salamanca).
Su infancia transcurrió en el ambiente rural de Anaya de Alba y sus inmediaciones. La guerra civil española de 1936 le sorprendió con trece años en terreno nacional, de donde emigró en 1962, buscando mejores expectativas para su familia a Francia, donde su pasión por la poesía rompió y le cautivó definitivamente. La experiencia de la muerte y la miseria marcaría su obra dándole un tono "surrealista de hogaza", como lo definió una vez el poeta Aníbal Núñez en su prólogo a La Barrila.
En los años 70 regresó a España, donde publicó su primer poemario Sangre Talada (Málaga, 1977). Más tarde, asentado ya en la ciudad de Salamanca, empezó a editar y vender sus libros en la Plaza del Corrillo, lugar de paso entre la Plaza Mayor y la Calle de la Rúa, que lleva a las Catedrales, lo cual fue para él lo esencial y a lo que dedicó con todo empeño y tesón el resto de su vida hasta el mismo día de su muerte, suscitando en él la mayor energía y pasión, motor de sus días (La poesía). Desde los peldaños de los soportales de El Corrillo erigió "Adares" lo que él denominaba su "Cátedra de Poesía" como un desafío de genialidad al encasillamiento de los académicos que ignoraban su obra. Pero más importante que este desafío era para "Adares" el atrevimiento de llevar su palabra hasta la calle en un acto de compromiso con su esencia poética.

En mis años de estudiante de Salamanca, a eso del mediodía, instalaba su puestecillo portátil cerca de la Plaza Mayor el poeta Remigio González, alias Adares (1923-2001). Adares (...) había incorporado a la silueta de la ciudad su perfil de viejo perpetuo, con la nariz abollada por los coscorrones de la vida, la barba fluvial y profética, la boca copiosa y erudita de endecasílabos. Juan Manuel de Prada

A edad avanzada empezó Adares a padecer de Parkinson. Esta enfermedad no le impidió, sin embargo, asistir a su cita con la poesía. Ayudado por su esposa y por estudiantes que conoció desde su "Cátedra" pudo seguir publicando sus poemarios. El único inconveniente de su enfermedad es que a veces sus textos originales sufrían inexplicables modificaciones a la hora de su transmisión, errores de copista debidos en gran parte a la ignorancia ante el amplio elenco de neologismos y expresiones de carácter rural que utiliza en su obra. 
Después de haber publicado más de treinta poemarios en solitario se interesaron varias editoriales por sus textos, entre los que destaca la antología poética Me atrevo a ser palabra (1977-1996) Salamanca: Amarú, 1997. 109 p.) y varios libros sacados a la luz por la editorial J.M.Bernal (Col.Alba) de Madrid.
"Adares" murió repentinamente en Salamanca a la edad de 77 años. Sus restos descansan en Anaya de Alba. Dejó numerosos poemas inéditos.

## Su obra
- Sangre talada. Salamanca: R. González, 1977
- Mesa reñida. Salamanca: R. González, 1978
- Disparates de mi lado izquierdo. Salamanca: R. González, 1978
- Cinco pesetas de bosque. Salamanca: Imp. Varona, 1979
- Las coplas del crimen de Tardáguila. Salamanca: R. González, 1980
- Las coplas del cura de Galisancho. Salamanca: R. González, 1980
- Cinco días sin mí. Salamanca: Kadmos, 1982
- La barrila: dedicado al Lazarillo de Tormes. Salamanca: R. González, 1982
- Quiero pensar lo que ha muerto. Salamanca: R. González, 1987
- La novela de Juan Márquez. Salamanca: R. González, 1988
- La Tierra esfuerza cal. Salamanca: R. González, 1988
- Vuelo de papel. 3.ª ed. Salamanca: R. González, 1990
- Los romances tropezados por la luna. Salamanca: Kadmos, 1990
- Patíbulo. Salamanca: R. González, 1991
- No me preguntéis de dónde soy llegado. Salamanca: R. González, 1991
- El amor que no estuvo. Salamanca: Kadmos, 1991
- "Salamanca, respetar tu belleza es amarnos". En: Cuadernos de Roldán, n.º 11. Sevilla: Cuadernos de Roldán, 1992
- La última palabra de los árboles. Salamanca: R. González, 1992
- Escrito a lápiz sin soltar el asa: practica con tu idioma la palabra. Salamanca: Kadmos, 1993
- Me enamoré sin permiso. Salamanca: R. González, 1995
- Me atrevo a ser palabra: antología poética, 1977-1996. Salamanca: Amarú, 1997
- Huellas que no disimulan. Salamanca: Kadmos, 1997
- La vida puja. Torrejón de Ardoz (Madrid): J. M. Bernal, 1999
- Taxis azules. Torrejón de Ardoz (Madrid): J. M. Bernal, 1999
- Sin riesgos para el futuro. Torrejón de Ardoz (Madrid): J. M. Bernal, 1999
- Rumbo acumulado. 2.ª ed. Torrejón de Ardoz (Madrid): J. M. Bernal, 1999
- Puro pueblo mío. Torrejón de Ardoz (Madrid): J. M. Bernal, 1999
- Por qué tiene frío la madre. Torrejón de Ardoz (Madrid): J. M. Bernal, 1999
- Mi barca ya está hecha. Salamanca: Centro de Estudios Ibéricos y Americano de Salamanca, 1999
- Mariposa de oír. Torrejón de Ardoz (Madrid): J. M. Bernal, 1999
- Esperanza. Torrejón de Ardoz (Madrid): J. M. Bernal, 1999
- Los dueños de Caín. Torrejón de Ardoz (Madrid): J. M. Bernal, 1999
- Doce cartas a París. Salamanca: La Iguana Ebria, 1999
- Después de amanecer. Torrejón de Ardoz (Madrid): J. M. Bernal, 1999
- La curva que no mira. Torrejón de Ardoz (Madrid): J. M. Bernal, 1999
- Al poeta de Castilla y dame. Torrejón de Ardoz (Madrid): J. M. Bernal, 1999
- A Quevedo y tierno amor de lilo. Torrejón de Ardoz (Madrid): J. M. Bernal, 1999. Col. Alba; 67.
- La voz de la tristeza. Torrejón de Ardoz (Madrid): J. M. Bernal, 2000

## Enlaces
- La poesía amorosa de "Adares" (enlace roto disponible en Internet Archive; véase el historial, la primera versión y la última). en Convivia Literaria

- Reseña a Mi barca ya está hecha (enlace roto disponible en Internet Archive; véase el historial, la primera versión y la última). en Convivia Literaria